# Eijsden-Margraten
Eijsden-Margraten (en limburgués: Èèsjde-Mergraote) es un municipio de la Provincia de Limburgo al sureste de los Países Bajos, creado el 1 de enero de 2011 por la fusión de dos antiguos municipios: Eijsden y Margraten.